# Élections générales espagnoles de 2000 en Galice
Les élections générales espagnoles de 2000 (en espagnol : Elecciones generales de España de 2000) se sont tenues le dimanche 12 mars 2000 afin d'élire les 350 députés et 208 des 266 sénateurs de la VIIe législature des Cortes Generales. 25 députés sont élus en Galice.

## Résultats

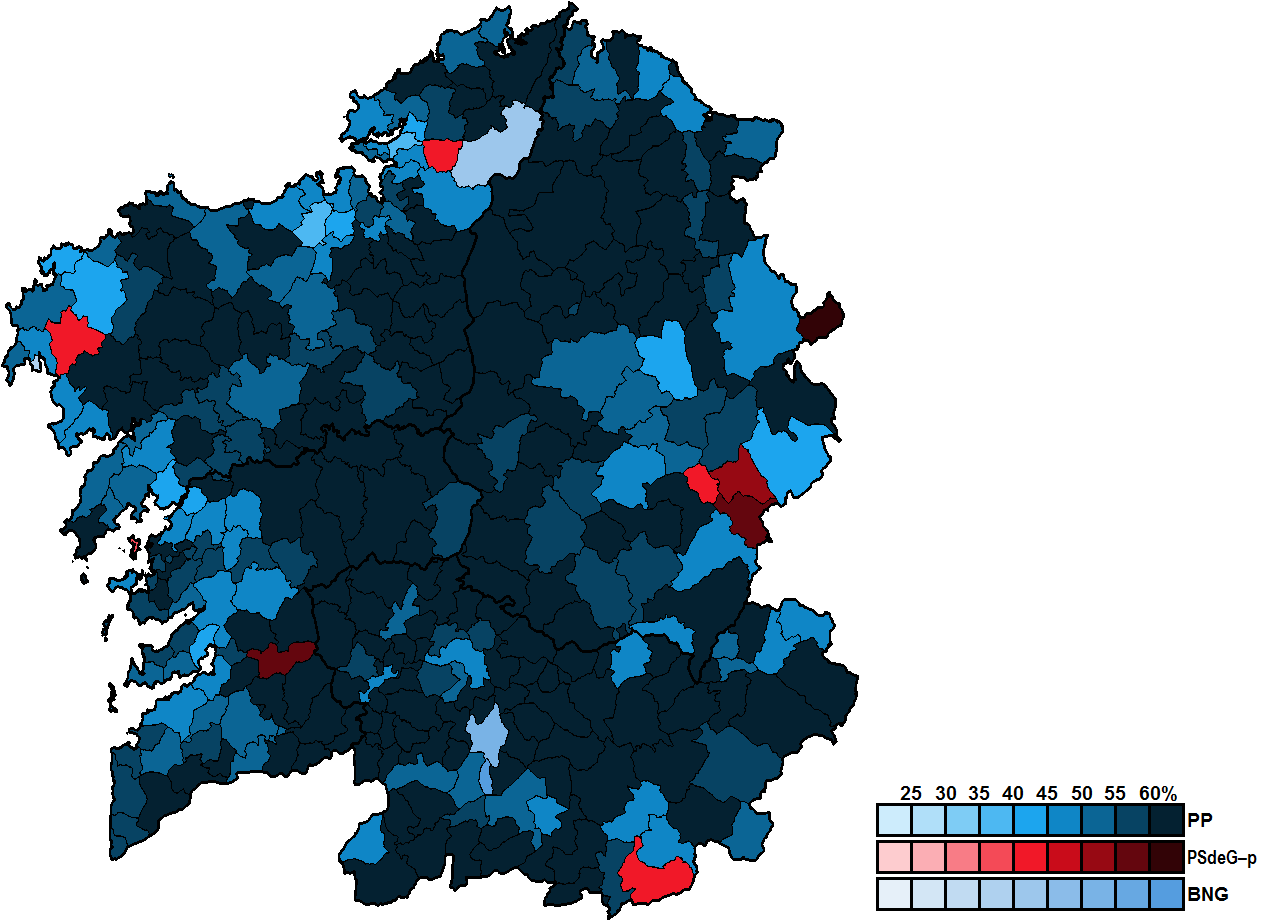
Résultats par commune.